# Чотири пережитки
Термін Чоти́ри пережи́тки (буквально — четверо старих, кит. трад. 四舊, спр. 四旧, піньїнь: sì jiù, акад. си цзю) — означає Старе мислення (кит. трад. 舊思想, спр. 旧思想, піньїнь: jiùsīxiǎng, акад. цзюсисян), Стара культура (кит. трад. 舊文化, спр. 旧文化, піньїнь: jiùwénhuà, акад. цзювеньхуа), Старі звички (кит. трад. 舊習慣, спр. 旧习惯, піньїнь: jiùxíguàn, акад. цзюсигуань), Старі звичаї (кит. трад. 舊風俗, спр. 旧风俗, піньїнь: jiùfēngsú, акад. цзюфэнсу) і стосується культурної революції в Китаї: у межах тодішньої державної політики було ухвалене рішення покінчити з «чотирма пережитками». Кампанія почалася в Пекіні 20 серпня 1964 й мала назву «Скрушити чотири пережитки» (кит. трад. 破四舊, спр. 破四旧, піньїнь: pò sì jiù, акад. по сы цзю)

## Термінологія
Термін «Чотири пережитки» вперше з’явився 1 червня 1966 року в газеті «Женьмінь жибао» в редакційній статті Чень Бода «Змітайте всіх коров’ячих демонів і змійових духів», де Старі речі описувалися як антипролетарські, «накинуті експлуататорськими класами, [і] так, що отруюють уми людей протягом тисячоліть». Однак ніколи не було чітко визначено, які обичаї, культури, звички та ідеї конкретно становили «Чотири пережитки».
8 серпня Центральний комітет Комуністичної партії Китаю використав цей термін на своєму 8-му національному з'їзді. Термін був схвалений 18 серпня Лінем Бяо на масовому мітингу, а звідти він поширився на журнал «Хунці», а також на хунвейбінські видання.
Заклики до знищення «чотирьох пережити» зазвичай не стояли окремо, а протиставлялися надії створити «чотири новації» (нові обичаї, нова культура, нові звички, нові ідеї).

## Хід кампанії

### Директиви
Компартія Китаю давала дуже розпливчасті директиви, що є чотирма пережитками. В результаті стали масово знищуватися об'єкти культури, створені до 1949 року, включаючи дорогоцінні витвори мистецтва давнини. Особи, які зберігають «пережитки» у себе вдома, ризикували зазнати суворих покарань. 

### Руйнування традиційних цінностей Китаю та культурних пам'яток
Мао Цзедун говорив ще на ранніх стадіях культурної революції (1964), що «Чотири пережитки мають бути зметені». Хунвейбіни, на заклик Мао Цзедуна, руйнували численні архітектурні пам'ятники, спалювали старі книги, рвали картини, били старий посуд і кераміку. Генеалогічні книги, що зберігаються в знатних сім'ях століттями, були спалені. Чимало культурних цінностей було знищено безповоротно, а їх власники покарані. Інтелігенти зазнавали цькування, знущань, тортур, їх кидали у в'язниці та вбивали. 
Для захисту від хунвейбінів Забороненого міста, прем'єр-міністр Чжоу Еньлай наказав закрити ворота і поставив війська для охорони від можливого вторгнення загонів хунвейбінів.
У Тибеті та Внутрішній Монголії було майже повністю знищено історичну спадщину народів цих країн, під маркою боротьби з «чотирма пережитками» проводилися масові репресії, форсована китаїзація тибетців та монголів.

### Популярні гасла
- «Знищимо чотири старі, зведемо чотири нових»[5]

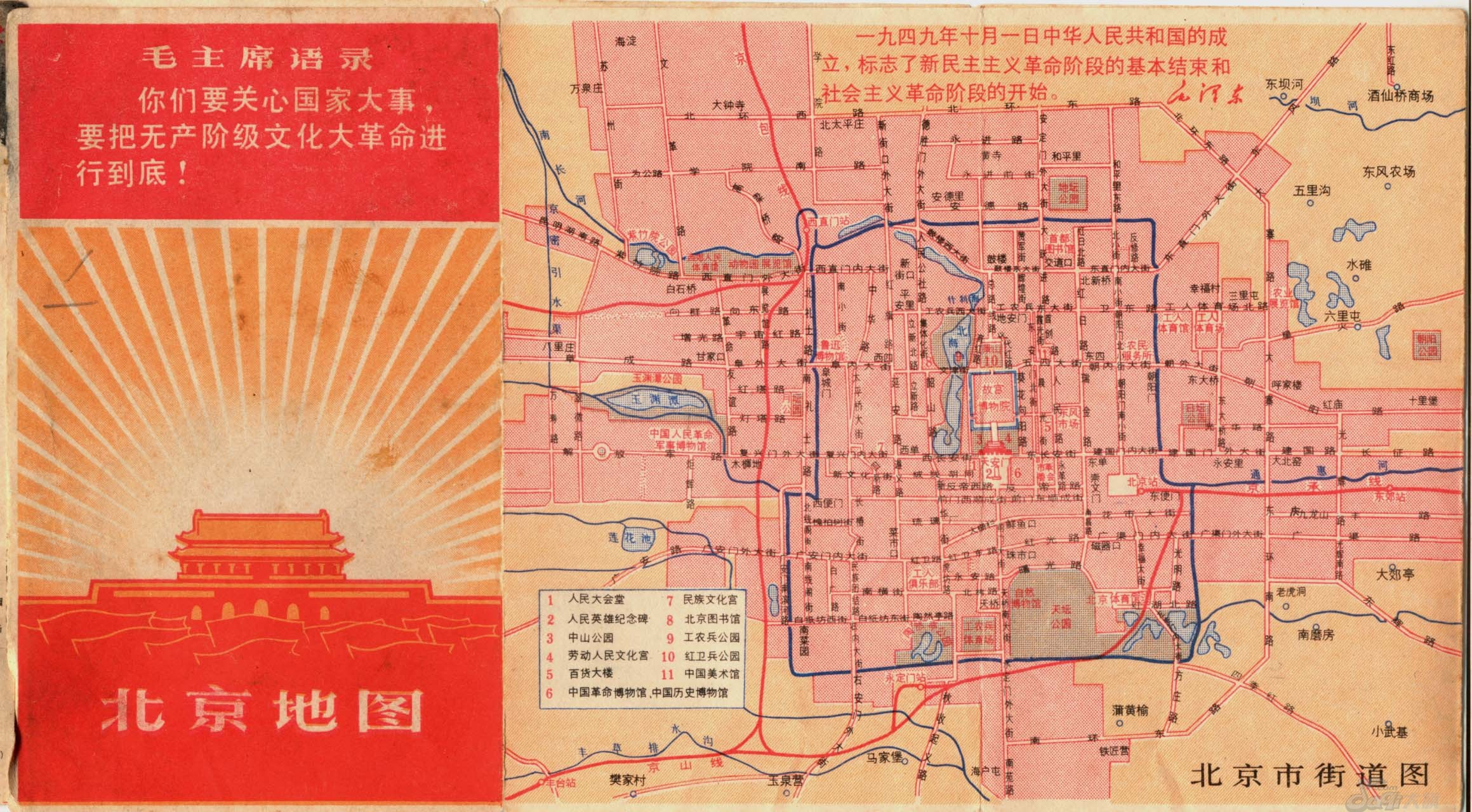
Карта Пекіна 1968 року, на якій показано вулиці та пам’ятки, перейменовані під час Культурної революції. Більшість перейменувань пізніше було скасовано

- «Роздавимо погані елементи»
- «Роздавимо імперіалізм»
- Карта Пекіна 1968 року, на якій показано вулиці та пам’ятки, перейменовані під час Культурної революції. Більшість перейменувань пізніше було скасовано«Роздавимо іноземну релігію»
- «Роздавимо християнство»
- «Роздавимо контрреволюціонерів»

## Реакція компартії
Офіційної статистики про масштаби руйнування не було опубліковано. 1978 року інформація про розгроми потрапила за кордон у великому обсязі.

## Відновлення розгромлених цінностей
Лише з 1990 року розпочалося широкомасштабне відновлення культурних та історичних цінностей, знищених під час культурної революції. Чимало цінностей було створено заново, імітовано та підроблено.